# 罗布林卡
罗布林卡（藏語：ནོར་བུ་གླིང་ཀ，威利转写：Nor-bu gling-ka，藏语意为“宝贝园林”）是一座位于西藏自治区拉萨市西郊的古典园林。

## 历史
罗布林卡位于布达拉宫以西约2公里的拉萨河畔。罗布林卡建于1740年代。全园占地面积36万平方公尺，主要建筑为格桑颇章、措吉颇章、金色颇章、夏典拉康、达旦明久颇章（新宫），有374间房，是西藏人造园林中规模最大、古迹最多者。自七世达赖之后，历世达赖在亲政之前，均在此习文、学经、修习佛法；亲政后每年夏季来此办公。
1740年代以前，罗布林卡是一片野兽出没，矮柳及杂草丛生的荒地。后来，因七世达赖喜爱并常来此地，故清朝驻藏大臣便为其兴建了一座乌尧颇章（凉亭宫）。1751年，七世达赖在乌尧颇章东侧又兴建了一座以自己的名字命名的三层宫殿“格桑颇章”（贤杰宫），其内设有佛堂、阅览室、卧室、护法神殿等等，此后被历代达赖用作夏季办公及接见西藏僧俗官员的场所。
在此基础上，八世达赖扩建了恰白康（阅览室）、康松司伦（威镇三界阁）、曲然（讲经院），并且将原有的水塘开挖成湖，按照汉式亭台楼阁的风格，在湖心兴建了鲁康、措吉颇章（湖心亭），两侧架设石桥。
1922年，十三世达赖在罗布林卡西部兴建金色林卡以及三层楼的金色颇章，并且种植了许多花草树木。1954年，十四世达赖在罗布林卡北部兴建了达旦明久颇章（新宫），使罗布林卡达到如今的规模。
1959年前，罗布林卡四面均有门，东面为正门。康松思轮是正面最引人注目的一座阁楼，原是一座汉式小木亭，后来改建为观戏楼，东侧又增修了一片便于演出使用的开阔场地，专供达赖看戏用。康松思轮旁边便是夏典拉康，是举行宗教礼仪的场所。康松思轮北侧设有噶厦的办公室及会议室。每年夏季，布达拉宫内的许多噶厦机构，均要随达赖转到罗布林卡办公。
1959年后，人民政府对罗布林卡进行了修缮，辟为“人民公园”对外开放。
1988年，罗布林卡被列为全国重点文物保护单位。2001年，罗布林卡作为拉萨布达拉宫历史建築群的拓展项目列为世界遗产。
2009年8月23日，历时7年、总投资3.8亿元人民币的布达拉宫、罗布林卡、萨迦寺三大重点文物维修工程正式竣工，中共中央政治局委员、国务委员刘延东参加了当天在布达拉宫广场举行的“西藏三大重点文物保护维修工程竣工庆典”。在此次维修工程中，罗布林卡格桑颇章等6大宫区内的所有古建筑及壁画获得维修。

## 建筑
罗布林卡的主要建筑分为五个部分，各部分的主体建筑分别为格桑颇章、措吉颇章、金色颇章、夏典拉康、达旦明久颇章（新宫）。以下依次介绍：

### 格桑颇章

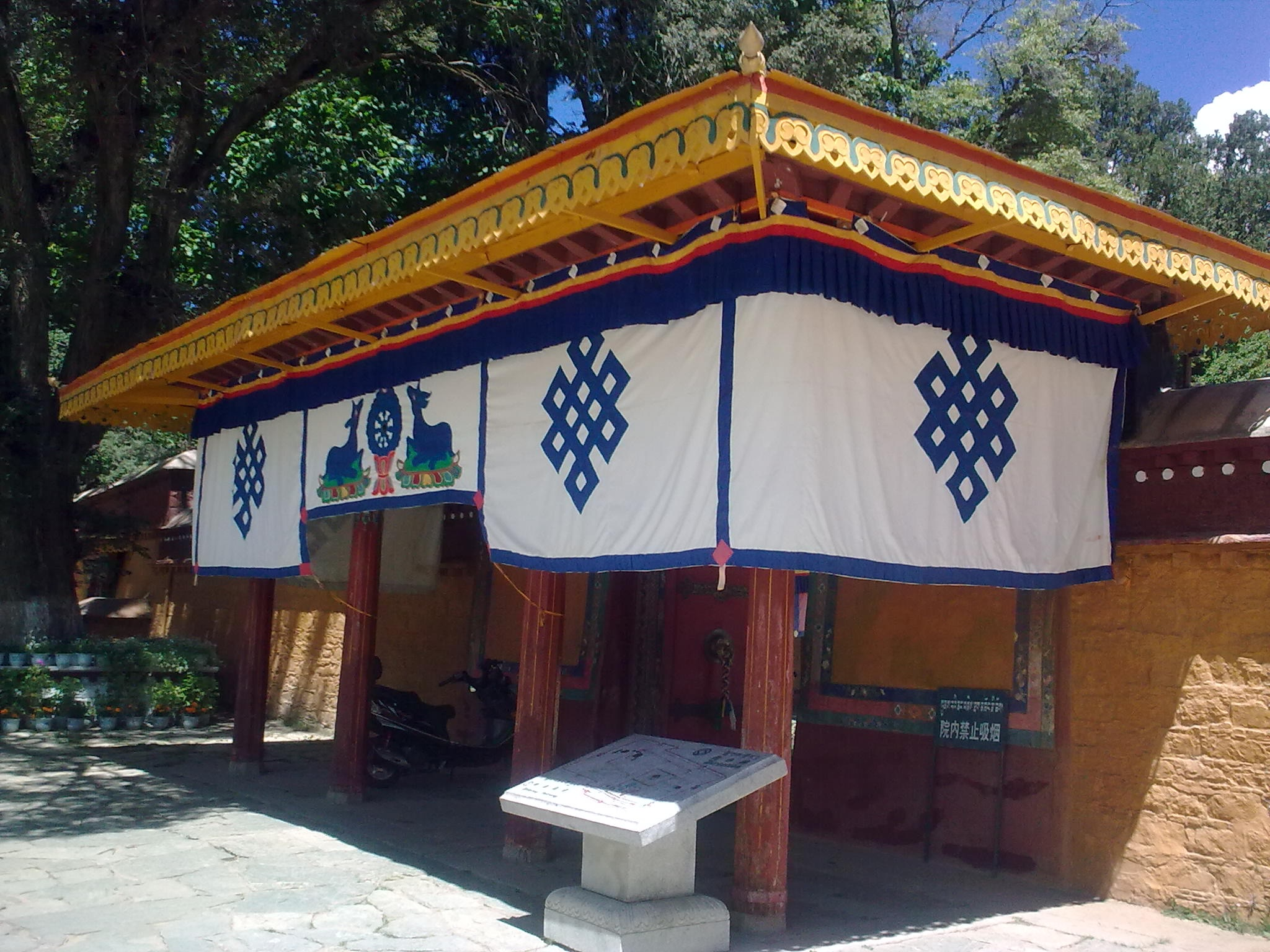
格桑颇章的院门

以格桑颇章为主体的建筑群，包括乌尧颇章、格桑颇章、缺扎、曲然、康松思轮等建筑。
- 乌尧颇章：罗布林卡的第一座建筑，坐北朝南，高二层。一层高1.5公尺，开有通风用的小窗；二层东西长9.3公尺，南北宽5.8公尺，面积将近54平方公尺，有柱2根，规模很小，有房6间。达旦明久颇章兴建前，十四世达赖曾住在此处。[2]
- 格桑颇章：位于乌尧颇章东侧，为七世达赖1751年兴建，高三层，周围墙体以方石砌成，石墙上部堆砌厚达数尺的贝玛草，贝玛草层表面相间饰以鎏金八宝图案，屋顶立有金轮、牦尾法幢、瓶等物。格桑颇章门前外廊有12廊柱，是过去僧俗官员等待达赖召见之所；门前东南角有4柱的附属建筑，原为达赖的轿子布放之处。
  - 格桑颇章主厅：东西长16.8公尺，南北宽12.4公尺，面积208平方公尺，有柱30根（饰以柱衣）；主厅中央设七世达赖宝座，座后的台上有木雕大佛橱，橱内供奉佛像；主厅四壁悬挂近百幅唐卡，绝大部分为度母、护法神等。
  - 格桑颇章二层：为十六罗汉殿，有柱2根，殿中有佛橱，橱内供奉释迦牟尼铜像，其左右供奉十六罗汉铜像；两侧经架上有宗喀巴著述12卷；墙壁上绘满壁画，内容为松赞干布、墀松德赞等吐蕃赞普的传记故事，不家密宗事部三怙主（即文殊菩萨、观音菩萨、金刚手菩萨）等；里间供奉有八世达赖介塑的“贡布恰助”六臂护法神，墙上绘有七宝以及香巴拉军之车式等壁画。二层的卧室“推桑噶琪”为历世达赖修习佛法的房间，其内设有卧榻，置有日常用具之类；墙上绘有以释迦牟尼为主的六庄严、五见佛等壁画。
  - 格桑颇章三层：有一卧室，3进3间，为十三世达赖时期扩建。室内有大木雕佛橱，橱内供奉时轮金刚、忿怒金刚等护法神铜像，墙上绘有无量寿佛等壁画。[2]
- 缺扎：位于格桑颇章东南30公尺处，为达赖学经及读书之所，由八世达赖兴建。[2]
- 曲然：位于格桑颇章以北80公尺处，一层平顶建筑，为大喇嘛的辩经场及讲经场，由八世达赖兴建。[2]
- 康松思轮（威镇三界阁）：位于格桑颇章东北70公尺处，二层亭台建筑，汉式金顶，下层是过道，上层是达赖看戏台。20世纪中期，热振·图旦绛白益西丹巴坚赞担任摄政时修建。[2]

### 措吉颇章

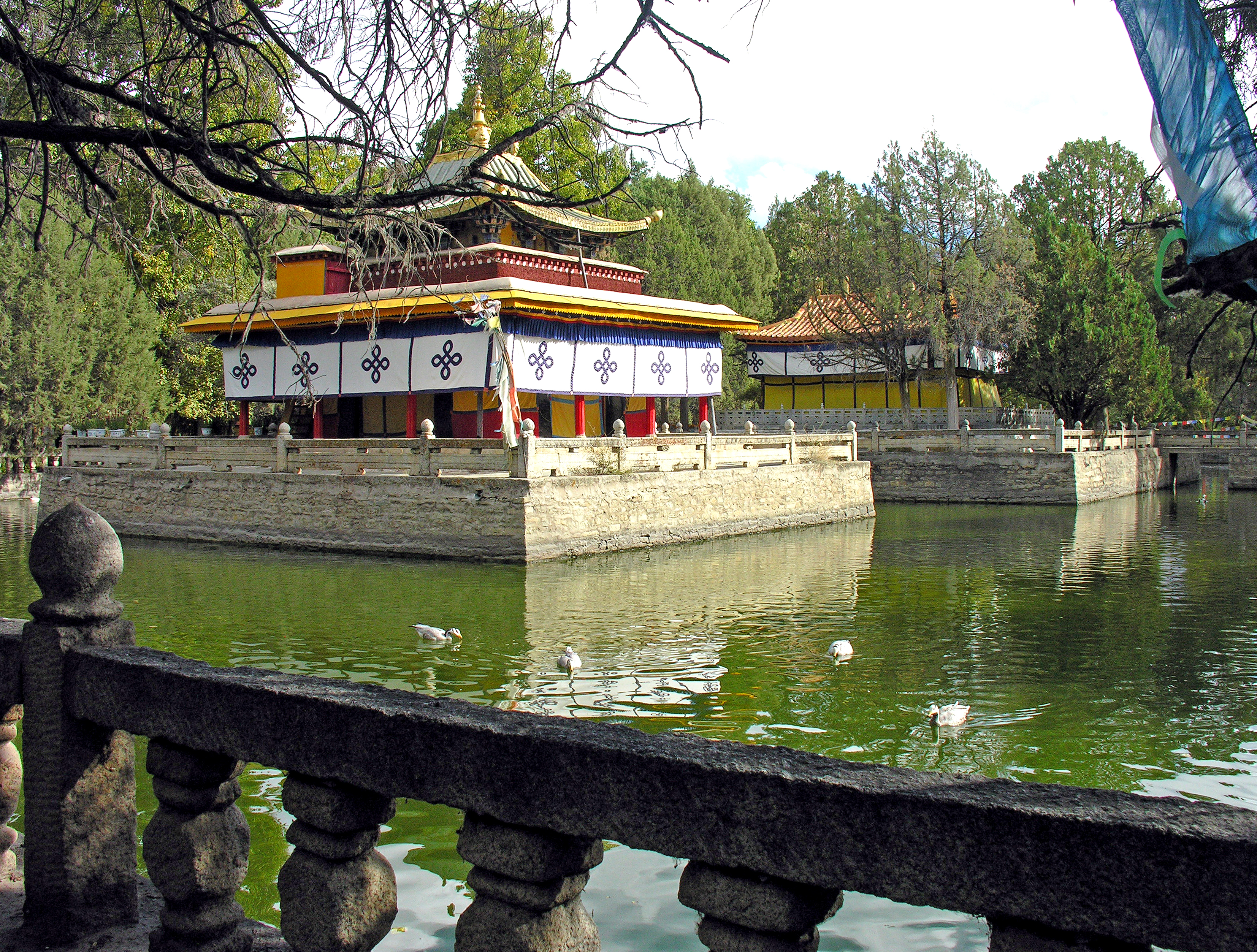
远处为措吉颇章，近处为鲁康

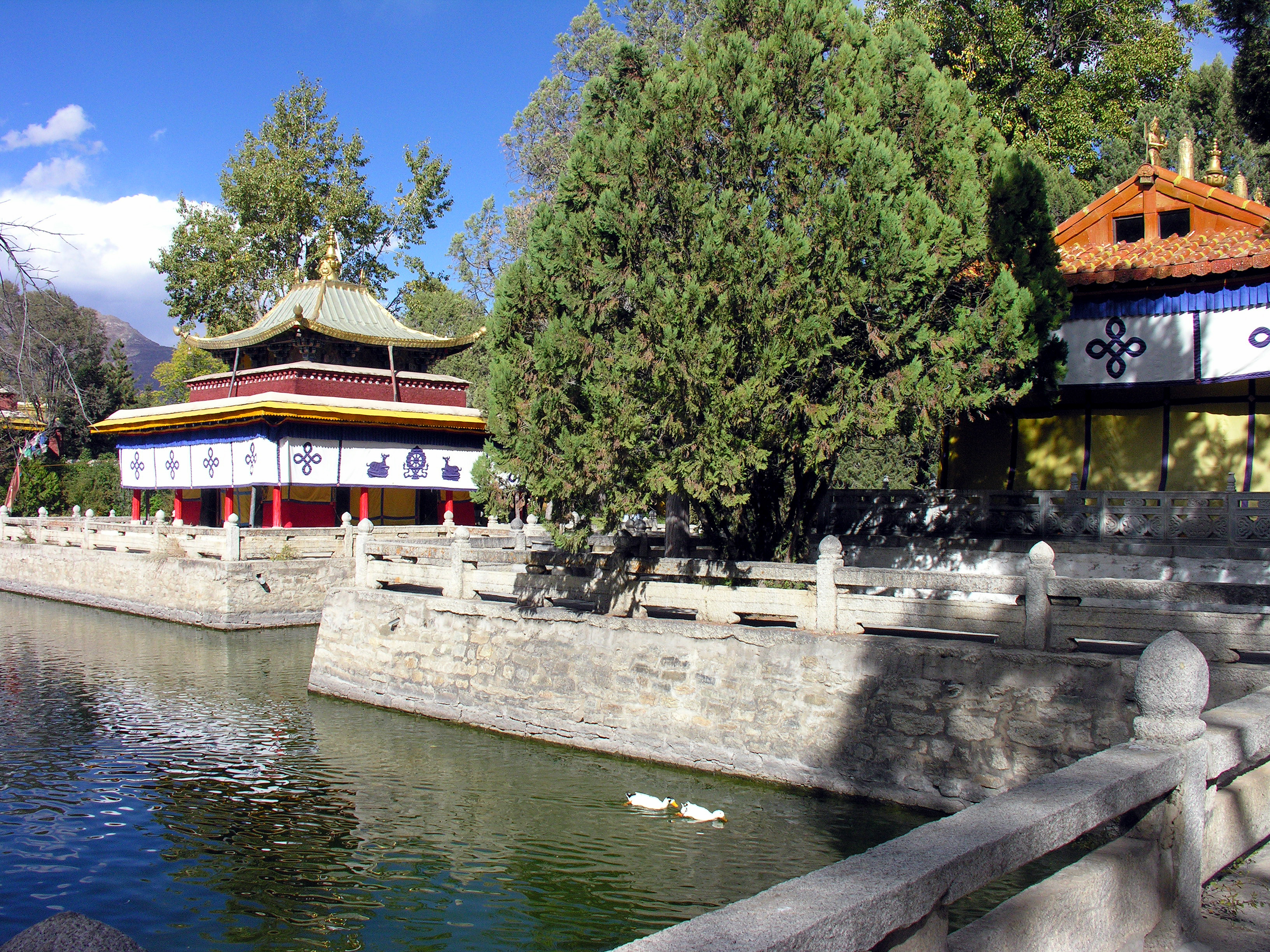
右侧为措吉颇章，左侧为鲁康

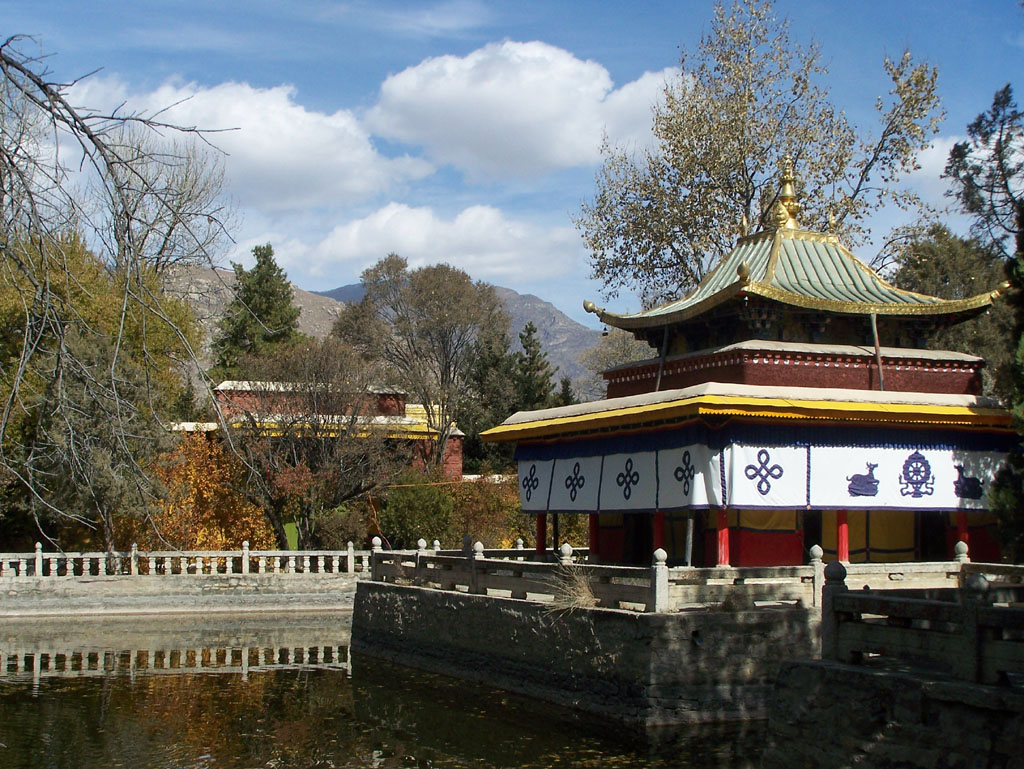
鲁康

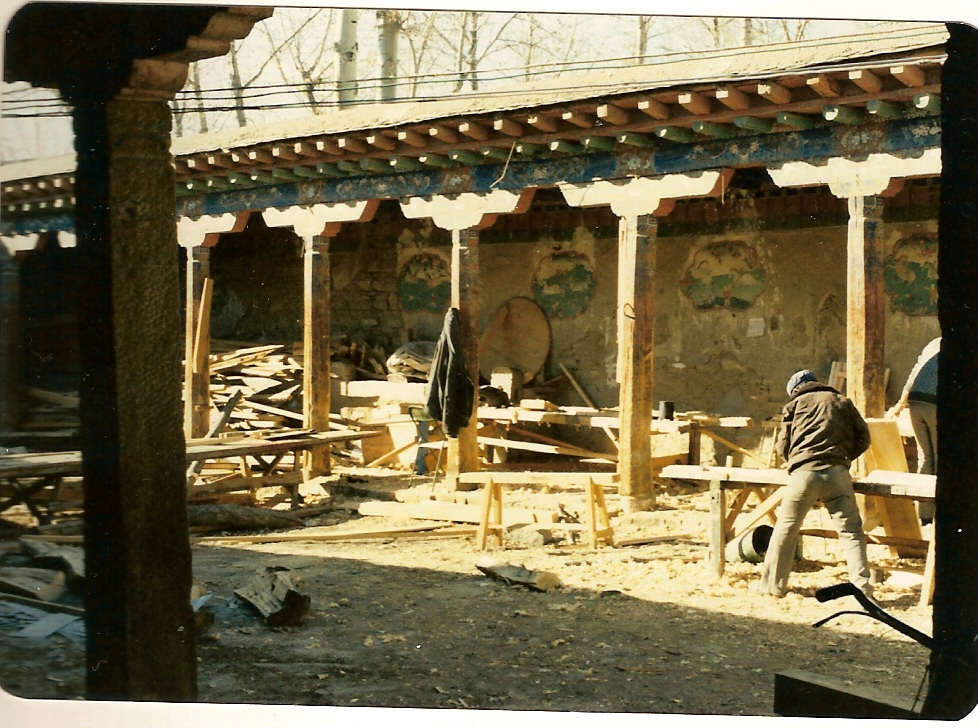
内马厩

以措吉颇章为主体的建筑群，包括措吉颇章（湖心亭）、鲁康（龙王亭）、鲁康厦（东龙王亭）、春增颇章、内马厩等建筑。
- 措吉颇章（湖心亭）：位于格桑颇章西北120公尺处。八世达赖执政的第四年（1784年），由掌办商上事务的噶勒丹锡哷图诺门罕（即策墨林活佛）负责兴建。该建筑为歇山博脊挑角汉式结构，殿顶四角布摩羯鱼套兽，屋顶涂黄釉，殿四周有露天回廊。殿东侧有一石桥。殿内东西长10.6公尺，南北宽9.8公尺，面积103.88平方公尺，内置达赖的法座、法器等等。[2]
- 鲁康（龙王亭）：位于措吉颇章北端，亭阁式建筑，平面呈正方形。四周有回廊，有廊柱10根。内供鲁神塑像，墙上绘有格萨尔王传及吉尊米拉、鲁神等壁画。[2]鲁神是藏传佛教和苯教对居于地下及水中的一类神灵之统称。“鲁神”常被汉语音译为“龙神”，进而被误传为汉人所称的龙王，所以汉语将鲁康俗称为“龙王亭”。[5]过去每年在此举办祭祀鲁神、卜算吉凶的活动。十四世达赖时期，每年藏历五月五日在此庆祝达赖生日，当天达赖也在此举办摩顶等仪式。[2]
- 鲁康厦（东龙王亭）：位于措吉颇章以东50公尺处，是存放祭祀鲁神祭器之所，同时也是供奉鲁神之庙。[2]
- 春增颇章：位于措吉颇章以西30公尺处，藏式二层楼建筑，坐西朝东。主殿长12.5公尺，宽8.8公尺，面积110平方公尺，有柱12根；殿内主供观音菩萨泥塑像、长寿三尊（无量寿佛、尊胜佛母、白度母）银像、无量寿佛合金铜像；四周有经架，以放置经卷及其他图书。二层有达赖的卧室，面阔2间，进深3间，内设达赖的榻床及法器等等；墙上绘有各种菩萨、护法神等等图案的壁画。春增颇章是历世达赖的阅览室，也是十三世达赖修持的中心场所。[2]
- 内马厩：位于措吉颇章西南85公尺处，为一密闭院落，主要用来喂养达赖及其随从的马匹。内马厩东西宽28公尺，南北长48公尺，面积1344平方公尺。四周墙壁上绘有连环画式的关于马的神话传说，其中有马的饲育、驯养等内容。马厩北端有一藏式二层建筑，下层为马倌住房；上层为达赖骑马出行前小憩之所。[2]

### 金色颇章
以金色颇章为主体的建筑群，包括金色颇章、格桑德吉、曲敏确杰等建筑。
- 金色颇章：位于罗布林卡西端，高三层，兴建于1922年。金色颇章的每面墙上均绘有壁画，内容以宗教人物传记及肖像为主，其余绘有汉式风格的五台山、万寿山全景图，以及福、禄、寿、喜等图案。殿顶饰有牦牛尾法幢、八吉祥图案。
  - 金色颇章一层：有主殿，东西长22.8公尺，南北宽18.5公尺，面积421.8平方公尺，有长柱4根、短柱22根，柱饰浮雕精细。其北侧中央有十三世达赖的宝座，主供达赖银像，两侧的佛橱内供奉8尊无量寿佛铜像。
  - 金色颇章二层：有达赖卧室“饶西巴桑堆其”，四壁绘有菩萨、马头明王、绛央朗卡惹萨等壁画。
  - 金色颇章三层：“斯巴白巴”，面积4柱，中央有木雕佛橱，橱内供奉千手千眼观音菩萨坐像，墙壁上绘有达赖肖像等等。[2]
- 格桑德吉：位于金色颇章以西60公尺处，高二层。兴建于1926年。下层东套间是金银库；西外间长10.4公尺，宽9.4公尺，面积97.76平方公尺，有柱4根，为库房。上层为十三世达赖的密宗修行室，主供马头明王拥妃像、大威德金刚合金铜像等等，壁画有噶丹圣地、普陀圣地等。[2]
- 曲敏确杰：位于格桑德吉以南10公尺处。是十三世达赖为自己兴建的圆静房。单层平顶藏式建筑，面积9柱，有房6间。十三世达赖晚年一直将此处作为起居室，直到在此圆寂。[2]

### 夏典拉康

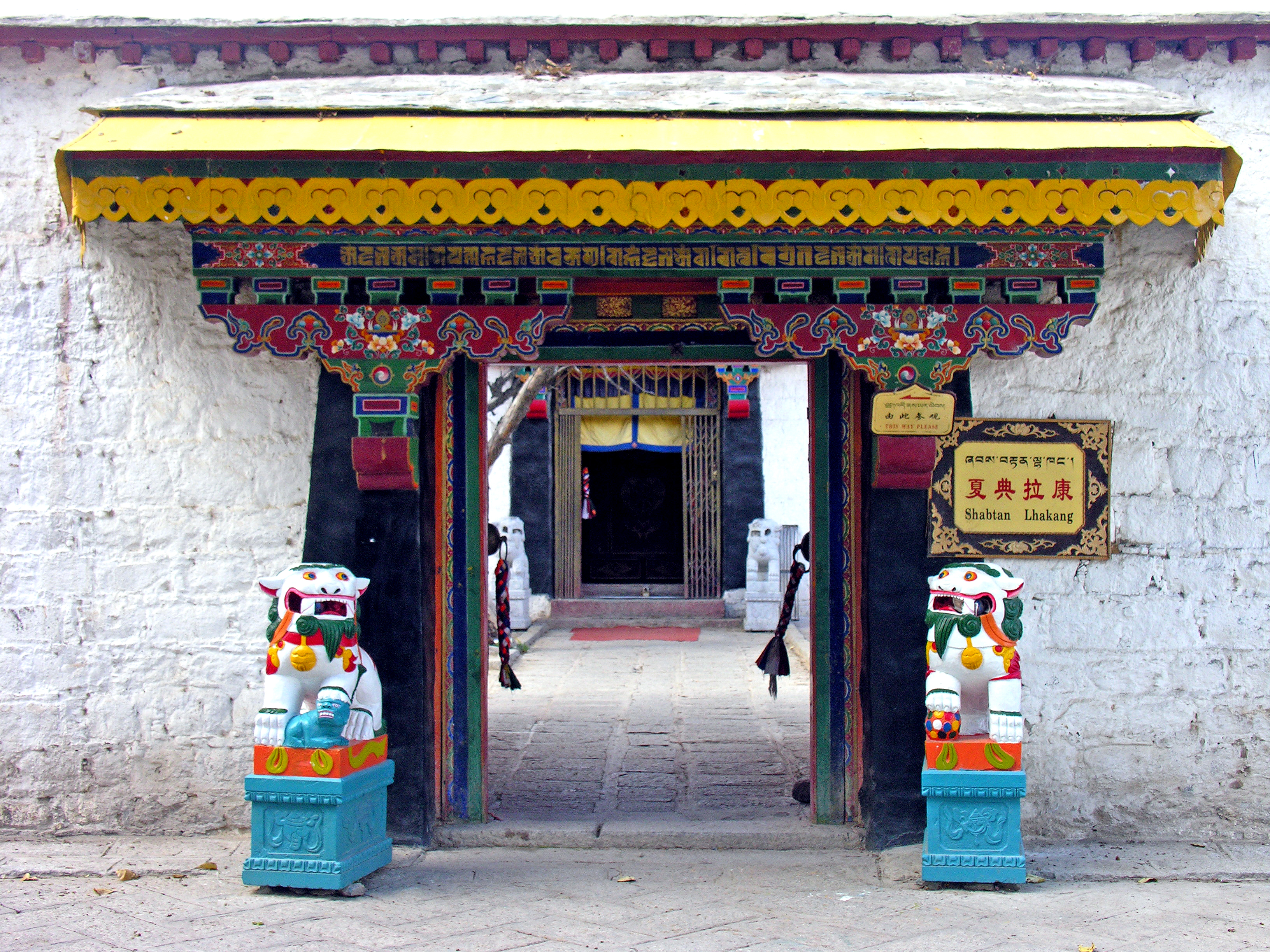
夏典拉康

以夏典拉康为主体的建筑群，包括夏典拉康、噶厦官员办公室，“译仓”办公室等建筑。
- 夏典拉康：位于格桑颇章东北220公尺处，高二层。下层主殿堂东西长 20.5公尺，南北宽13.5公尺，面积276.76平方公尺，有柱24根；后殿面积93平方公尺，有柱4根，主供无量寿佛银像，北面为泥塑的雪山修行洞。上层的佛橱内供奉观音菩萨、白度母、十三世达赖等铜像。夏典拉康主要用作诵经及祈福禳灾的法事场所。[2]
- 其他建筑：夏典拉康西侧有噶厦的办公室、会议室，以及“译仓”的办公室、会议室等等。[2]译仓是噶厦下属的一个机构。[6]

### 达旦明久颇章
达旦明久颇章（永恒不变宫、新宫）自成一区。

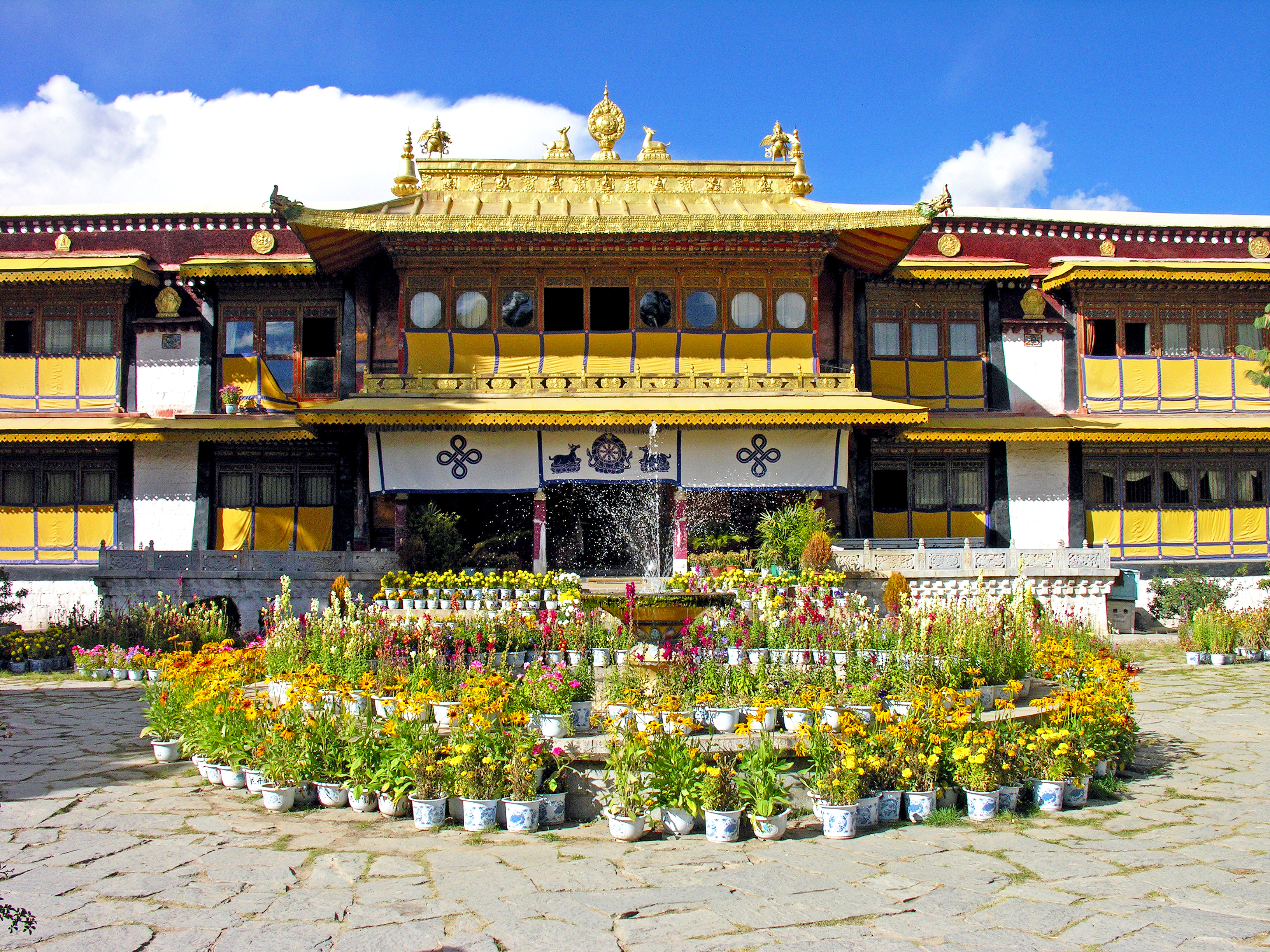
达旦明久颇章

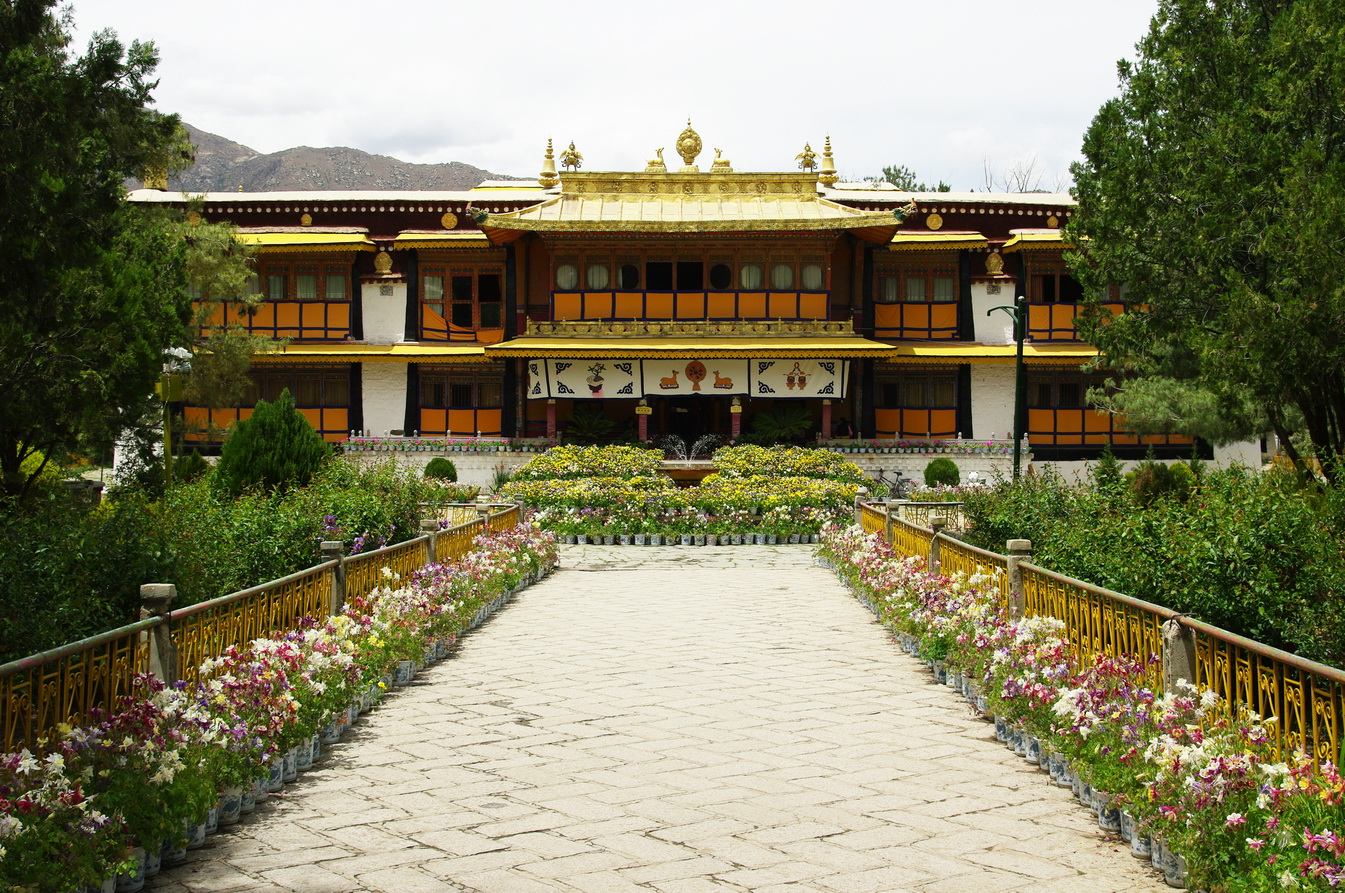
达旦明久颇章

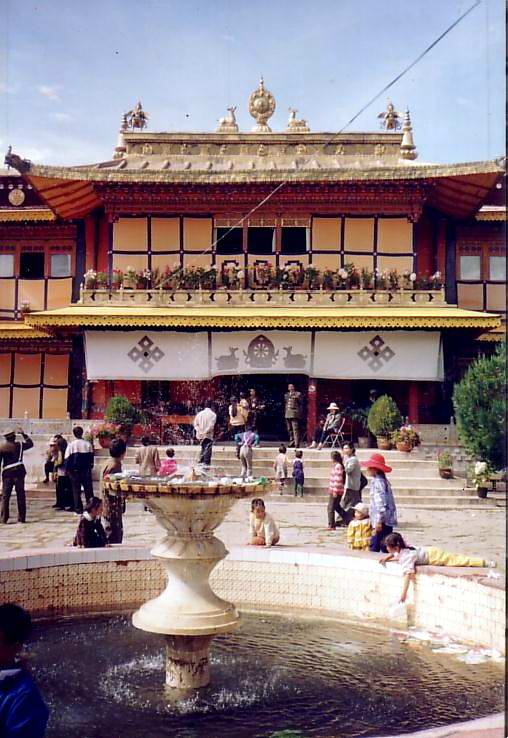
达旦明久颇章

- 达旦明久颇章：位于格桑颇章以北210公尺处，高二层，建于1954年。藏语“达旦明久颇章”意为“永恒不变宫”。由于其建筑年代较晚，故俗称“新宫”。踏上台阶，大门两边悬挂着一对虎皮鞭，作为权威的标志。[2]
  - 达旦明久颇章一层：廊殿两侧绘有雄狮、猛虎。底层东南角设有边长8公尺、4根内柱的房间，北侧有佛橱，橱内供奉文殊菩萨铜像，左右供8尊释迦牟尼铜像；房间内四周置有欧式沙发，为达赖客厅；客厅西南角是达赖的休息室；北端为库房。
  - 达旦明久颇章二层
    - 思西堆喜：达旦明久颇章二层经堂称“思西堆喜”，面积4柱，中央有达赖宝座，佛橱内供奉释迦牟尼银像；西墙绘有藏族起源，历代吐蕃国王传记，还有藏传佛教宁玛派、噶当派、萨迦派、噶举派、格鲁派等各教派创始人及第一至十四世达赖的传记，以及以寺院发展为线索的各教派形成过程的壁画，壁画共301幅。
    - 卓珍曾乔康：经过过道时，入“卓珍曾乔康”，为内外套间。外间西南角设有达赖榻床，为十四世达赖学经之所；旁边两个坐垫是达赖两位经师之位。达赖榻床西侧墙上悬挂有一幅堆绣唐卡，中为释迦牟尼，两侧为欧勒白西绕、仲敦巴，下为两位护法神；北侧佛龛内供奉释迦牟尼、文殊菩萨、观音菩萨等银像。内间为十四世达赖的习经室，内设达赖的宝座以及法器，佛橱内供奉无量寿佛、观音菩萨银像。
    - 参曾康：卓珍曾乔康以北为“参曾康”，佛橱内供奉释迦牟尼、空行净土、宗喀巴师徒三尊合金铜像。往后为达赖习经室，内设达赖宝座，北墙的书架上摆满各种经书，佛橱内供奉文殊菩萨等像。
    - 艾邦格吉：卓珍曾乔康以东为“艾邦格吉”，为达赖密宗室，内设坐榻，北佛殿内供奉密集金刚、胜乐金刚等铜像，壁画内容为密宗题材。
    - 噶丹曲果林：北面正厅为“噶丹曲果林”，中央有高大的达赖宝座，包裹錾花金箔，上嵌宝石；宝座后面的大木橱内供奉弥勒佛银佛，其右侧为阿底峡合金铜像，左侧为宗喀巴合金铜像。内壁东、西两墙绘有宗喀巴传记二百五十余幅，东墙北部绘有十四世达赖和摄政、经师及十四世达赖家族成员、亲属等画像。该殿是拉萨三大寺活佛听达赖讲经及活佛朝见十四世达赖之所。
    - 堆谷平措：是达赖处理政教大事的办公室。内设达赖坐榻，北墙木雕佛橱内供奉阿底峡、仲敦巴、欧勒白西绕铜像，壁画为宗喀巴与八弟子。东面是十四世达赖接见其父母之所，房内设床榻，北墙处的白檀木雕佛橱内供奉释迦牟尼、六庄严（即：龙树、聖天、无著、世亲、陈那、法称）、阿底峡、米拉日巴等白檀木雕像。二层楼的东南面为达赖会客厅，内置法式沙发，木佛橱内供奉释迦牟尼檀香木雕像，左右两侧供奉十六罗汉檀香木雕像；此外还陈设有中央人民政府赠给十四世达赖的漆器博古挂屏，至今仍悬挂于原位。[2]

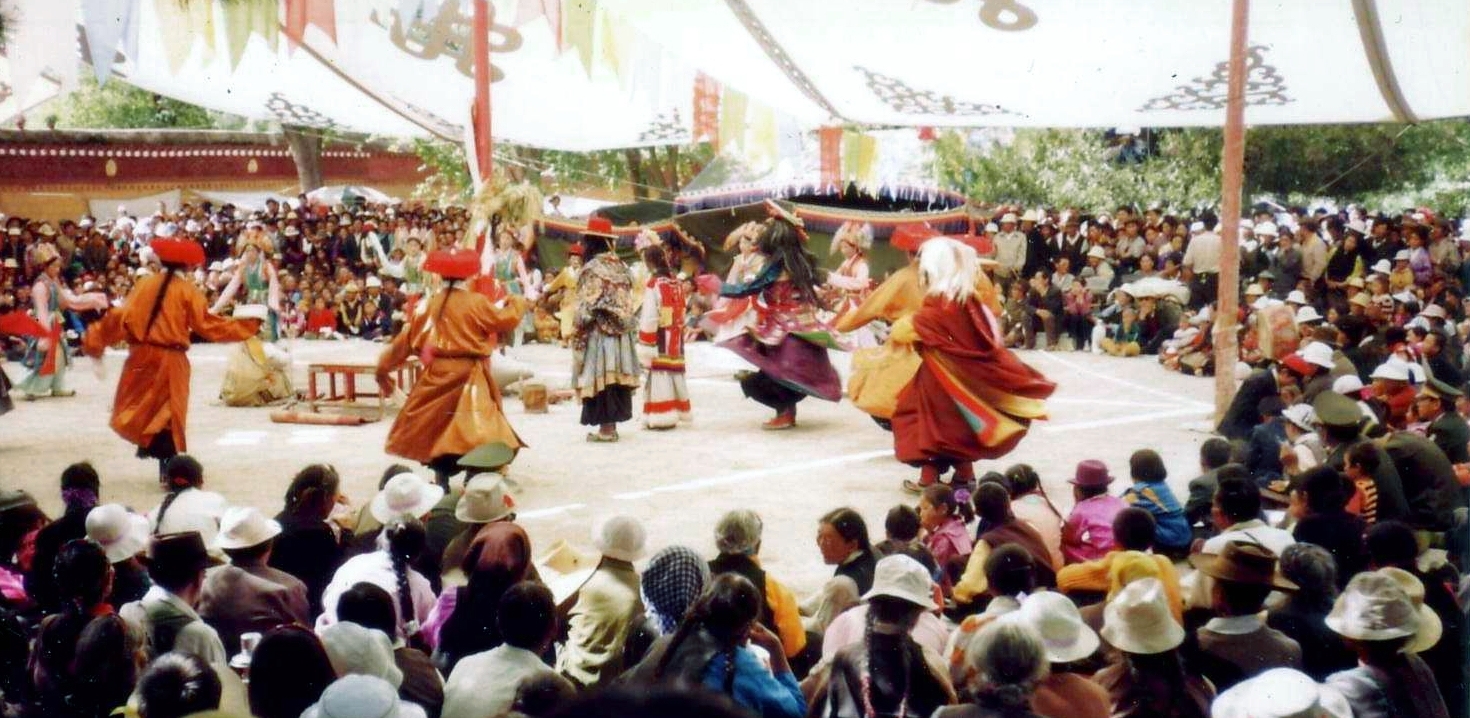
1993年，罗布林卡内庆祝雪顿节的藏戏演出

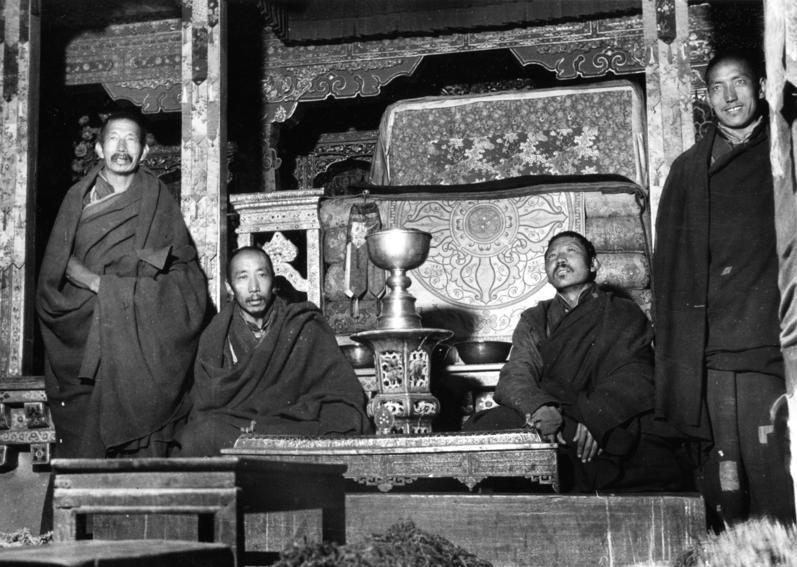
1938年罗布林卡内的僧人
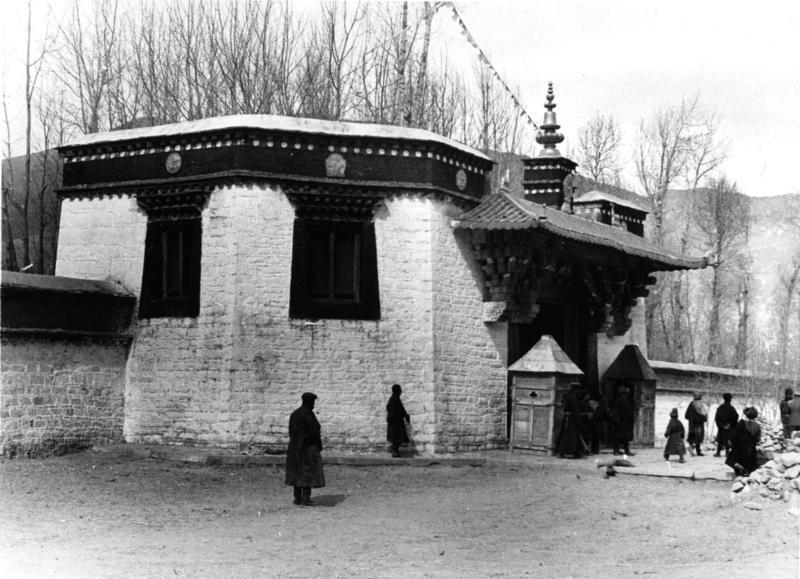
1938年罗布林卡的大门
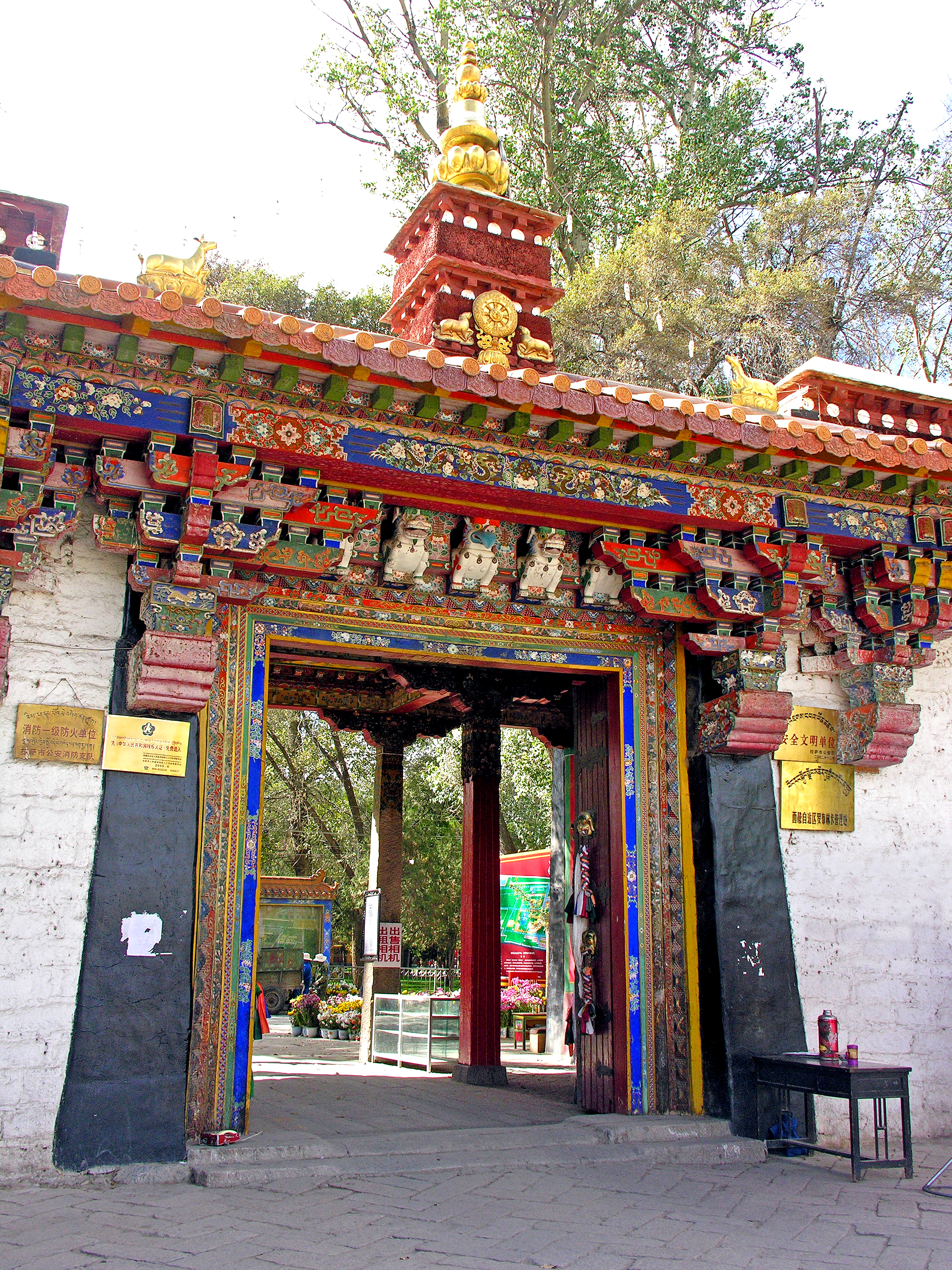
2006年罗布林卡的大门
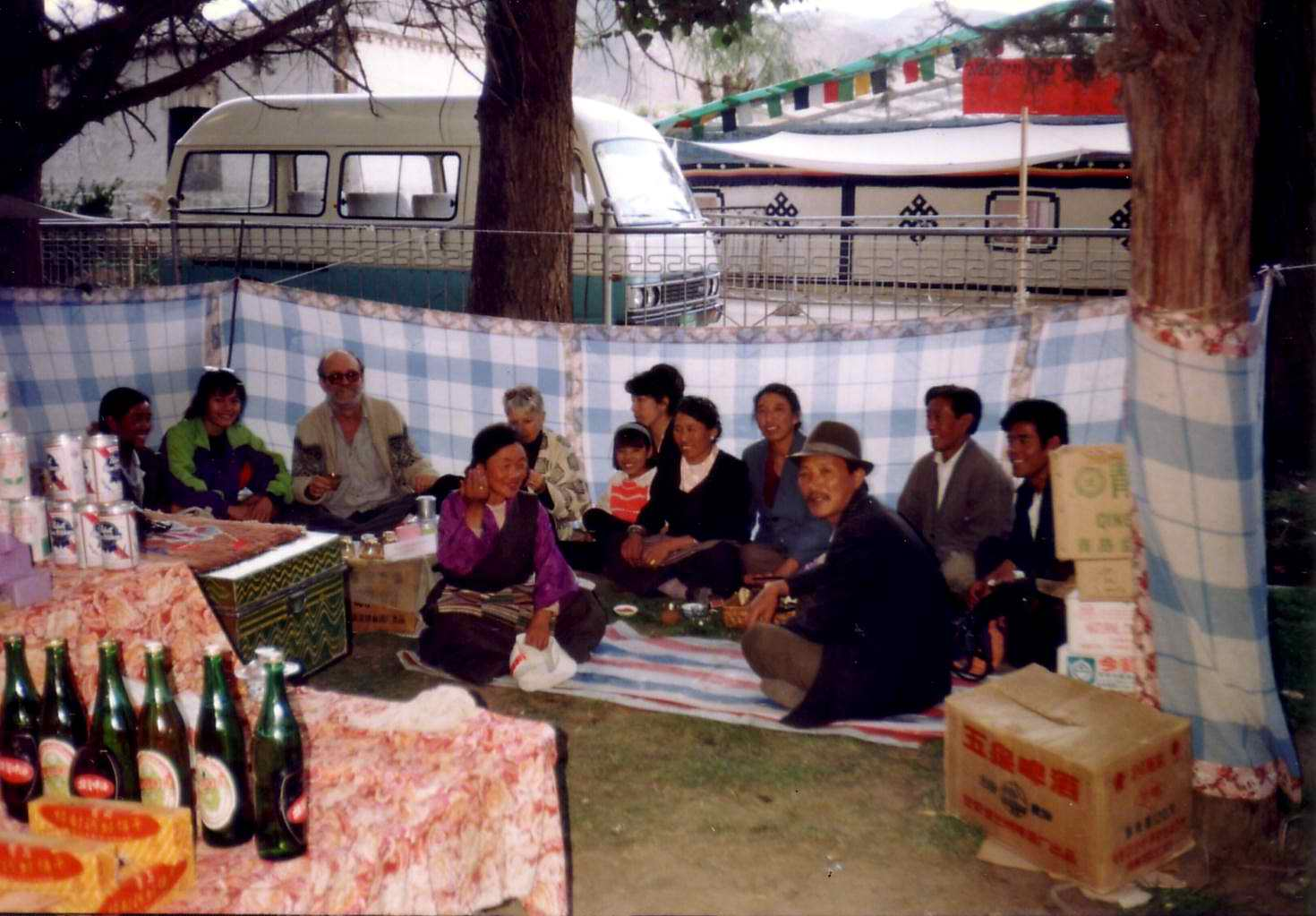
1993年雪顿节，在罗布林卡内聚餐的人们
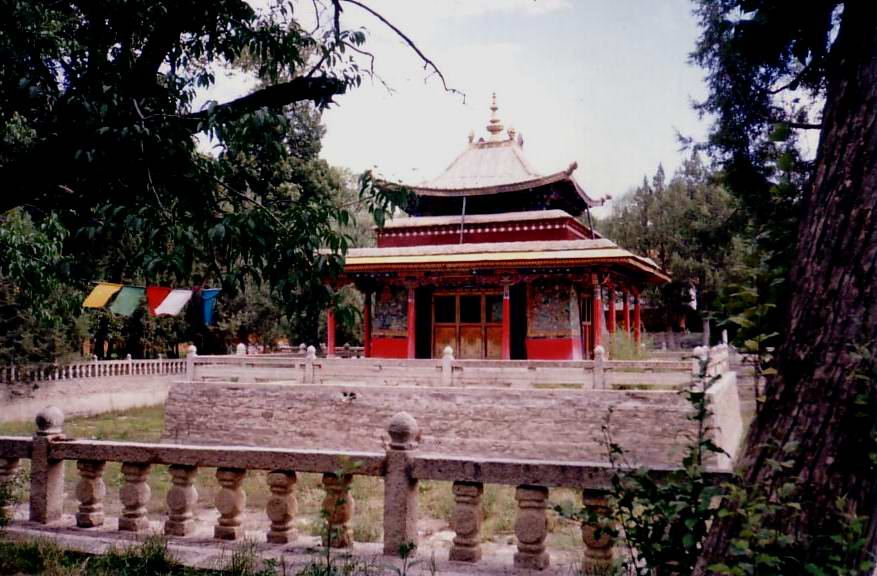
1993年，湖中无水时的鲁康
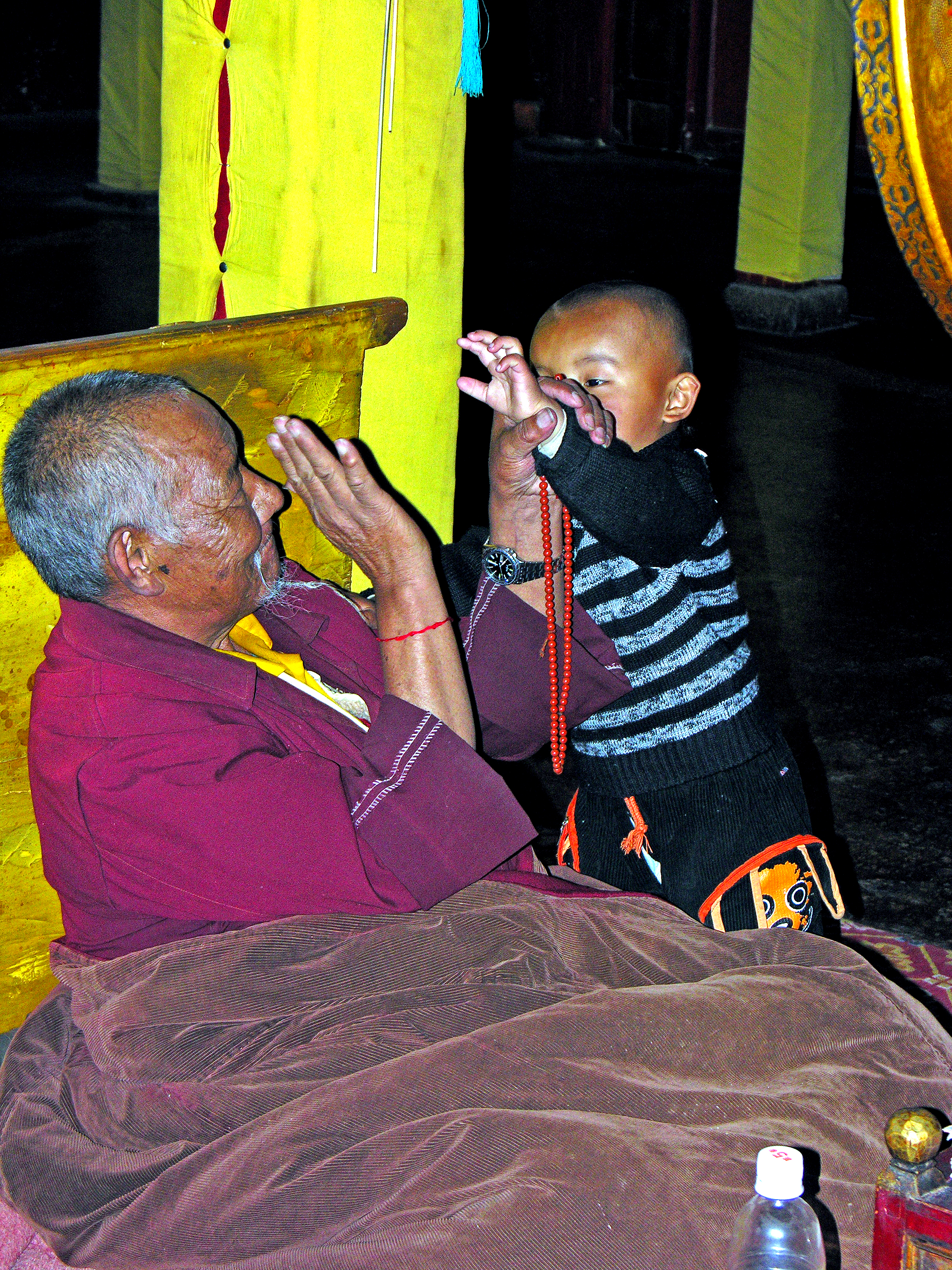
老顽童与小顽童
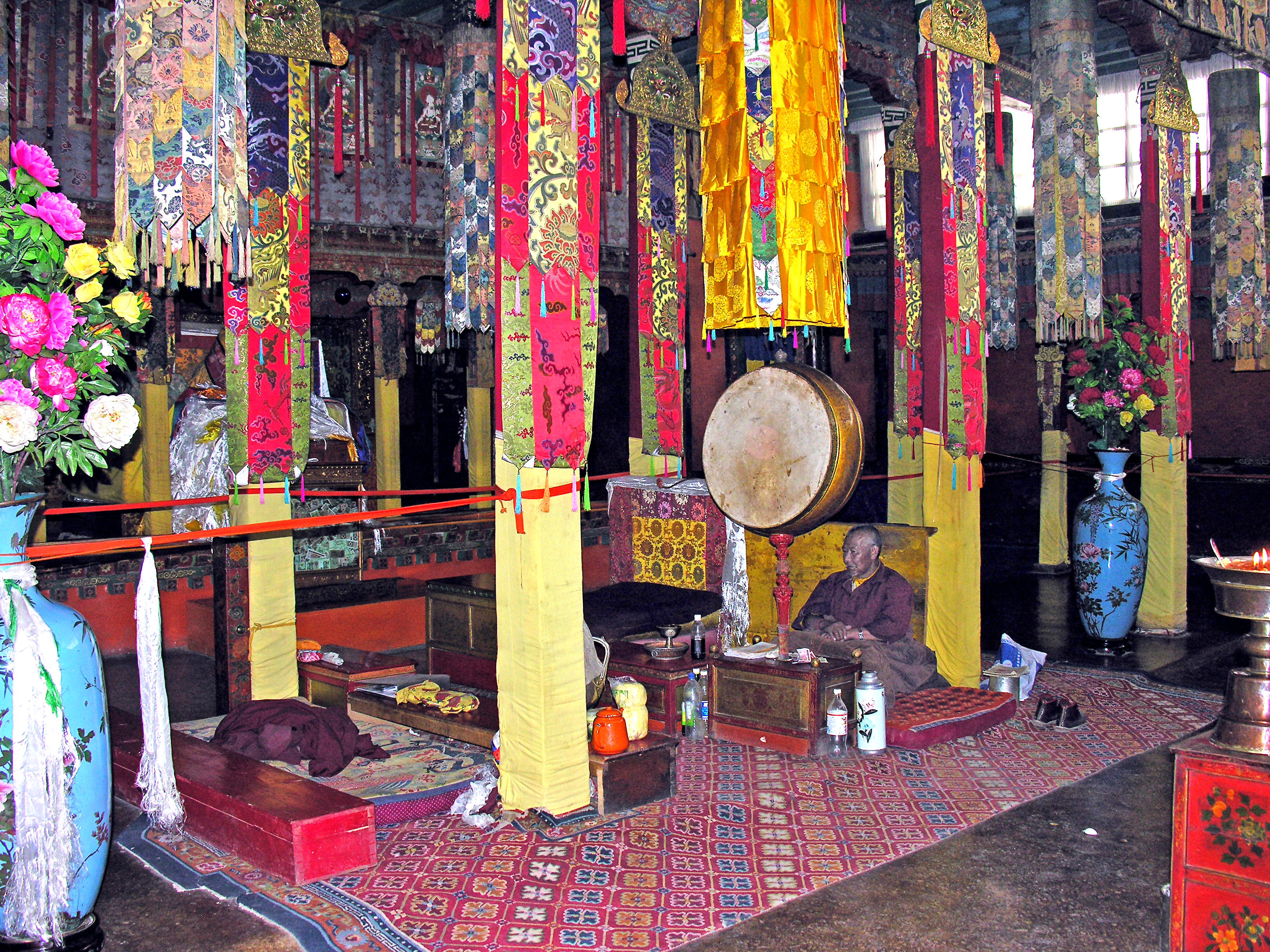
某殿内景
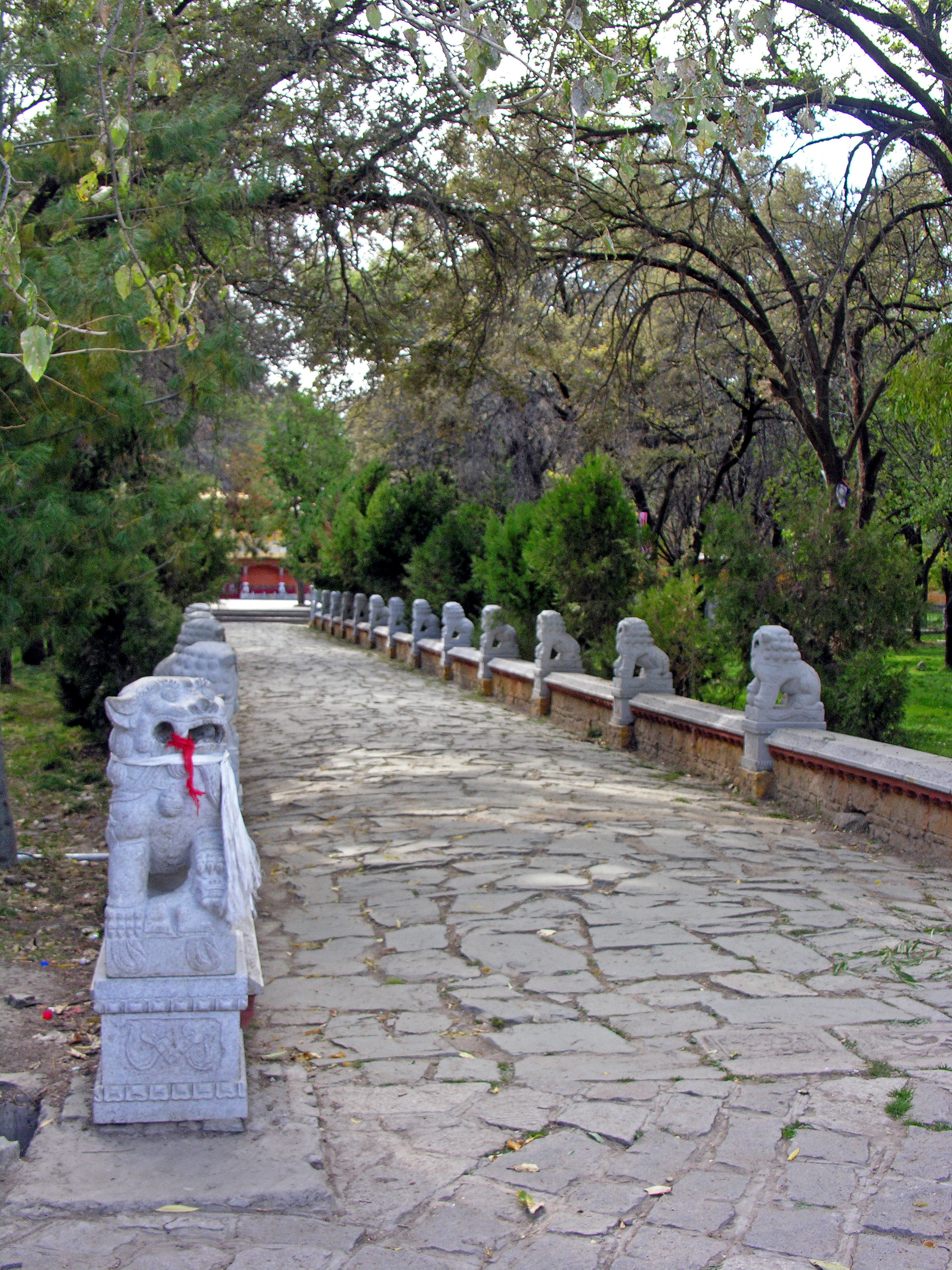
林荫小道